# Apodemus speciosus
Espèce
Statut de conservation UICN

LC : Préoccupation mineure
Le mulot distingué (Apodemus speciosus) ou grand mulot du Japon, est une espèce de rongeur de la famille des Muridae. Endémique de l’archipel japonais, il est désigné localement sous le nom d’Aka-nezumi (赤鼠 ; アカネズミ, « mulot rouge »).

## Morphologie
La couleur du pelage est d’un brun orangé sur le dos, du museau à l'extrémité de la queue, le ventre a un pelage plus Blair. Pour les dimensions, la longueur tête-corps est comprise entre 80 et 140 mm, pour une queue est de 70 à 130 mm et des pattes arrière de 22 à 26 mm. Le poids est compris entre 20 à 60 g. La formule mammaire est 2＋0＋2=8. Comparé au mulot argenté (Apodemus argenteus), la queue du A. speciosus est généralement plus courte que la longueur tête-corps, mais la longueur des pattes arrière est plus importante.
Réussir à identifier l’espèce avec celle du mulot argenté A. argenteus est une tâche délicate : La méthode la plus sûre consiste à examiner le crâne : chez A. speciosus, l'arcade zygomatique est plus arrondie et élargie vers l'avant. D'autres critères incluent la longueur du crâne et le rapport entre la longueur de la queue et celle des pattes arrière. Une méthode d'identification rapide sur spécimen vivant a été proposée, utilisant le rapport entre la largeur maximale et minimale inter-orbitale ainsi que le diamètre de l'œil.

## Classification et répartition,

### Sous-espèces
Ce mulot, présent sur l’ensemble des îles de l’archipel japonais, présente d'importantes variations morphologiques selon les îles où il réside. Une barrière chromosomique existe entre les populations à l'est et à l'ouest des rivières Kurobe et Tenryū, avec une composition chromosomique de 48 paires à l'est contre 46 paires à l'ouest. Certaines populations populations ont été considérées comme des sous-espèces, voire comme des espèces distinctes :
- A. s. speciosus (Espèce type), vit sur les îles principales du Japon ;
- A. s. sadoensis – Île de Sado ;
- A. s. insperatus – Île d'Izu Ōshima ;
- A. s. miyakensis – Île de Miyake, caractérisée par une plus,petite taille et un pelage plus foncé, dont le ventre ;
- A. s. navigator – Îles Oki ;
- A. s. tusimaensis – Île de Tsushima ;
- A. s. dorsalis – Île de Yakushima ;
- A. s. ainu – Hokkaidō (plus grand que ceux de Honshū) ;

Cependant, l’hypothèse dominante considère ces populations comme de simples variations régionales de A. speciosus, et rejette la validité des sous-espèces au profit d’une seule espèce Apodemus speciosus.

## Écologie
Elle habite les forêts, les prairies et les champs cultivés, y compris les rizières, à toute altitude. Bien qu'il occupe la même niche écologique générale que le mulot argenté (Apodemus argenteus ) les deux espèces préfèrent des microhabitats différents : Le mulot argenté préfère les canopées denses, tandis que le mulot distingué privilégie les forêts secondaires ouvertes.
A. speciosus occupe divers habitats, des basses terres aux montagnes, y compris les forêts, les bordures de champs cultivés et les berges de rivières. C'est un animal nocturne qui évolue principalement au sol. Il vit en solitaire et creuse des terriers. Son régime alimentaire est omnivore, mais il consomme principalement des graines et des rhizomes, ainsi que des insectes. Il préfère manger dans des espaces confinés, comme sous des rochers, tenant sa nourriture avec ses pattes avant. Lorsqu’il consomme une noix de noyer, il perce deux trous caractéristiques dans la coque pour en extraire le contenu. À l’automne, il stocke des glands et des noix dans son terrier, sous des rochers ou enterrés dans le sol.
Ses pattes arrière développées lui permettent d’explorer une aire de plusieurs kilomètres en une journée.

### Comportement

#### Alimentation
Le mulot distingué se nourrit principalement la nuit, probablement pour éviter les ˆrédateurs. C'est un omnivore, mais il est surtout connu pour être un granivore, notamment en automne et en hiver. Il stocke des glands et des noix qui constituent entre 13 % et 100 % de son alimentation,. Cela en fait un acteur important dans la dispersion des graines. La fructification synchronisée peut avoir un impact significatif sur les populations de mulots, augmentant leur survie, leur reproduction et leur densité durant l’hiver.
De nombreux glands et noix composant le régime alimentaire de cette espèce contiennent des niveaux élevés de tanin, ce qui les rend hautement toxiques à fortes doses pour les petits rongeurs. Le mulot distingué réussi à s’adapter à cette toxicité grâce à la sécrétion de protéines spécifiques et à la présence de bactéries aidant à la digestion.

#### Activité nocturne
Ces petits rongeurs modifient leur comportement de recherche de nourriture en fonction des conditions lumineuses. Lorsque la lumière est plus intense, Il réduit significativement son temps passé hors du nid, la durée de ses excursions et la quantité de nourriture consommée par rapport aux périodes d'obscurité. Il a également tendance à ramener la nourriture à son nid lorsqu'il fait plus clair comme en pleine journée, au lieu de la consommer directement sur place comme il le ferait dans l'obscurité.

#### Apprentissage
Comme de nombreux rongeurs, ce mulot démontre une capacité d'apprentissage dans ses habitudes alimentaires : Les individus ayant déjà consommé des noix dont la coque est la plus dure, sont plus efficaces pour les ouvrir et les consommer que ceux qui n’ont jamais expérimenté. Les jeunes apprennent à s'alimenter plus efficacement en seulement 14 jours, indiquant un apprentissage par tentatives, fructueuses ou infructueuses.